# Agrotis unica
Agrotis unica là một loài bướm đêm trong họ Noctuidae.